# Gnyeszin Orosz Állami Zeneakadémia
Az Orosz Gnyeszin Zeneakadémia (Szó szerint: Gnyeszinek Oroszországi Zeneakadémia, oroszul: Российская академия музыки имени Гнесиных ; Történelmileg Gnessin Institute) a konzervatóriummal együtt a két moszkvai zenei főiskola egyike.

## Története

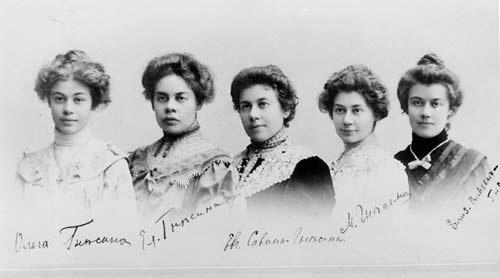
A Gnyeszin nővérek

Az iskolát 1895. február 15-én alapította Jelena Gnyeszina és két nővére, Jevgenyija és Marija, akik nagy sikerrel végeztek a Moszkvai Konzervatóriumban.
A következő évtizedekben az iskolát többször átépítették és bővítették. Ma elit zenei főiskolának számít.

## Egykori hallgatói
- Nagyezsda Babkina (* 1950), alténekes, karvezető
- Valentyin Berlinszkij (1925–2008), csellista
- Gyima Bilan (* 1981), popénekes
- Alekszandr Brill, dzsessz-szaxofonos
- Dmitrij Brill, dzsessz-szaxofonos
- Roberto Cani (* 1967), olasz hegedűs
- Leonyid Csaritonov (1933–2017), szovjet-orosz basszbariton és az Alekszandrov-Együttes szólistája
- Elvira Hohlova, szopránénekes
- Larissza Dolina, dzsessz- és popénekes
- Borisz Elkisz (* 1973), zeneszerző
- Jevgenija Fölsche (* 1983), zongorista
- Alina Ibragimova (* 1985), hegedűs
- Jevgenyij Iszotov (* 1973), oboás
- Szasa Ivanov, filmzeneszerző
- Jekatyerina Karmanova-Beyer (* 1968), zongorista
- Jakov Kaszjanszkij, zeneszerző és dzsessz-zongorista
- Jurij Katz, zenei producer
- Filipp Kirkorov (* 1967), pop-komponista és -énekes
- Jevgenyij Kiszin (* 1971), zongorista
- Lev Knipper (1898–1974), zeneszerző és NKVD-ügynök
- Alekszandr Kobrin (* 1980), zongorista
- Ioszif Davidovics Kobzon (1937–2018), énekes
- Oleg Kroll, dzsessz-zongorista
- Alekszej Kruglovij (* 1979), dzsessz-zenész
- Borisz Kuznyecovij (* 1985), zongorista
- Irina Lankova (* 1977), zongorista
- Konsztantyin Lifschitz (* 1976), zongorista
- Irina Loszkova, zongorista
- Oleg Majzenberg (* 1945), zongorista
- Alekszandr Malofejev (* 2001), zongorista
- Mihail Mordvinov (* 1977), zongorista
- Nguyễn Thúy Quỳnh, zongorista
- Jakov Okuny (* 1972), dzsessz-zongorista
- Borisz Parszadanian, zeneszerző
- Alla Pavlova (* 1952), zeneszerzőnő
- Olga Romanko (* 1958), opera-énekesnő
- Visszarion Sebalin (1902–1963), zeneszerző
- Anatolij Seludjakov, zongorista
- Arkagyij Silkloper (* 1956), alpesi kürtös
- Michael Schnack (* 1967), amerikai karmester, zongorista és zeneszerző
- Vlagyiszlav Schut (1941–2022), zeneszerző
- Tatyjana Szelikman, zongorista, Gnyeszin-intézeti tanárnő
- Viktor Szuszlin (1942–2012), zeneszerző
- Ljudmila Georgijevna Zikina (1929–2009), népdalénekesnő
- Mikael Tariverdijev (1931–1996), zeneszerző
- Nyikolaj Tokarev (* 1983), zongorista
- Valentyina Tolkunova (1946–2010), énekesnő
- Danyiil Olegovics Trifonov (* 1991), zongorista és zeneszerző
- Vlagyimir Manuilovics Tropp (* 1939), zongorista
- Alekszej Vologyin (* 1977), zongorista
- Anna Zaszimova, zongorista
- Maya Oganyan (* 2005), zongorista

## Tanárok
- Aram Hacsaturján (1903–1978), szovjet-örmény zeneszerző
- Szara Doluhanova (1918–2007), orosz-örmény énekesnő (mezzoszoprán)
- Mihail Fichtenholz (1920–1985), orosz hegedűművész
- Alekszandr Fiszejszkij (* 1950), orosz orgonaművész és zenetudós
- Alekszandr Fraucsij (1954–2008), orosz gitáros
- Juli Galperin(1945–2019), zongoraművész, zeneszerző
- Marija Gambarjan (* 1925), zongoraművész
- Reinhold Glière (1875–1956), orosz zeneszerző
- Julia Goncsarenko orosz zongoraművésznő
- Anna Kantor orosz zongoraművésznő
- Alekszandr Kobrin (* 1980), orosz zongoraművész
- Matthias Moosdorf (* 1965), német csellóművész
- Alekszandr Rosenblatt (* 1956), orosz zongoraművész és zeneszerző
- Jurij Rosum (* 1954), orosz zongoraművész
- Tatyjana Szelikman orosz zongoraművész
- Vlagyimir Manuilovics Tropp (* 1939), orosz zongoraművész

## Fordítás
- Ez a szócikk részben vagy egészben  a   Gnessin-Institut Moskau című német Wikipédia-szócikk ezen változatának fordításán alapul.  Az eredeti cikk szerkesztőit annak laptörténete sorolja fel. Ez a jelzés csupán a megfogalmazás eredetét és a szerzői jogokat jelzi, nem szolgál a cikkben szereplő információk forrásmegjelöléseként.